# Christiane Seidel
Christiane Seidel (Wichita Falls, 3 de abril de 1988) es una actriz estadounidense de ascendencia alemana y danesa, conocida por sus papeles como Martha en la miniserie Godless, Sigrid Mueller en la serie dramática Boardwalk Empire y Helen Deardorff en la miniserie de Netflix Gambito de dama.

## Filmografía

### Cine

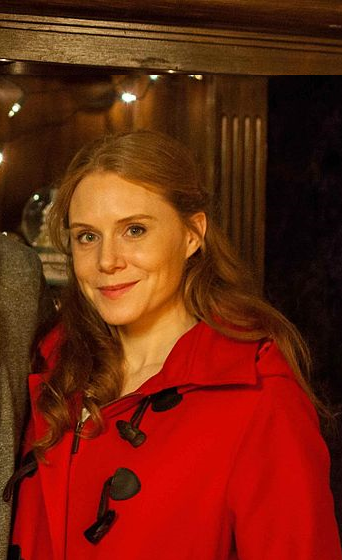
Christiane Seidel durante la filmación del largometraje Schmidts Katze en 2014

| Año  | Título                             | Papel           |
| ---- | ---------------------------------- | --------------- |
| 2007 | Far Out                            | Gillian         |
| 2008 | Around                             |                 |
| 2009 | Bordenia                           | Nancy O'Neill   |
| 2009 | The Invisible Life of Thomas Lynch | Tina            |
| 2011 | Tu & Eu                            | Julia           |
| 2011 | Folkswagon                         | Eva             |
| 2012 | The Left Hook                      | Nancy / Brenda  |
| 2014 | Split End                          | Katha           |
| 2014 | Schmidts Katze                     | Sybille Ranisch |
| 2016 | The Perfect Nothing                | Carrie          |
| 2016 | The Hollow                         | Sarah Desoto    |
| 2017 | Yellow Fever                       |                 |
| 2017 | Hard                               | Ellie           |
| 2018 | 16mins                             | Lizzie          |
| 2019 | The Big Shit                       | Julie           |
| 2019 | Human Capital                      |                 |
| 2020 | Tether                             | Delilah Desmond |
| 2020 | The Knot                           | Eve             |

### Televisión
| Year      | Title                             | Role             | Notes            |
| --------- | --------------------------------- | ---------------- | ---------------- |
| 2010      | Law & Order: Special Victims Unit | Darla Pinnington | 1 episodio       |
| 2013      | The Sonnet Project                | Madre            | 1 episodio       |
| 2011-2014 | Boardwalk Empire                  | Sigrid Mueller   | Papel recurrente |
| 2016      | Jay & Pluto                       | Jessica          |                  |
| 2016      | Dating Alarm                      | Annabelle        | Telefilme        |
| 2017      | Royally                           | Caroline         | 1 episodio       |
| 2017      | Godless                           | Martha Bischoff  | 6 episodios      |
| 2019      | Fosse/Verdon                      | Hannah           | 2 episodios      |
| 2020      | Gambito de dama                   | Helen Deardorff  | 3 episodios      |